# Vajrayana
El budisme vajrayana (devanagari वज्रयान, "Vehicle del Diamant") també anomenat budisme tàntric, tantrayana, mantrayana, mantra secret i budisme esotèric, és un sistema complex i multifacètic del pensament i la pràctica budistes que es va desenvolupar durant diversos segles. Va aparèixer a la mateixa època en què es desenvolupava el tantrisme hindú, i un dels seus trets distintius és la importància donada al ritual, que es fa servir com a substitut o alternativa a les anteriors meditacions abstractes.
Segons les escriptures sagrades d'aquesta branca, els Tantras, el budisme vajrayana és "una de les tres rutes cap a la il·luminació, les altres dos essent els corrents hinayana i mahayana". Inclou pràctiques que fan ús de mantres, dharanis, mudras, mandales i la visualització de deïtats i budes.
Encara que els primers textos budistes tàntrics van aparèixer a l'Índia vers el segle iii i que van continuar apareixent-ne fins al segle xii, els historiadors contemporanis consideren que es considera que el corrent vajrayana no és anterior a l'època tàntrica de l'Índia medieval, que data del segle V.
Segons les escriptures de Vajrayāna, el terme Vajrayāna es refereix a un dels tres vehicles o rutes cap a la il·luminació, els altres dos són el Śrāvakayāna (també conegut de manera pejorativa com a Hīnayāna) i Mahāyāna (també conegut com Pāramitāyāna).
Hi ha diverses tradicions budistes tànriques que es practiquen actualment, com ara el budisme tibetà, el budisme esotèric xinès, el budisme Shingon i el budisme Newar.

## Història

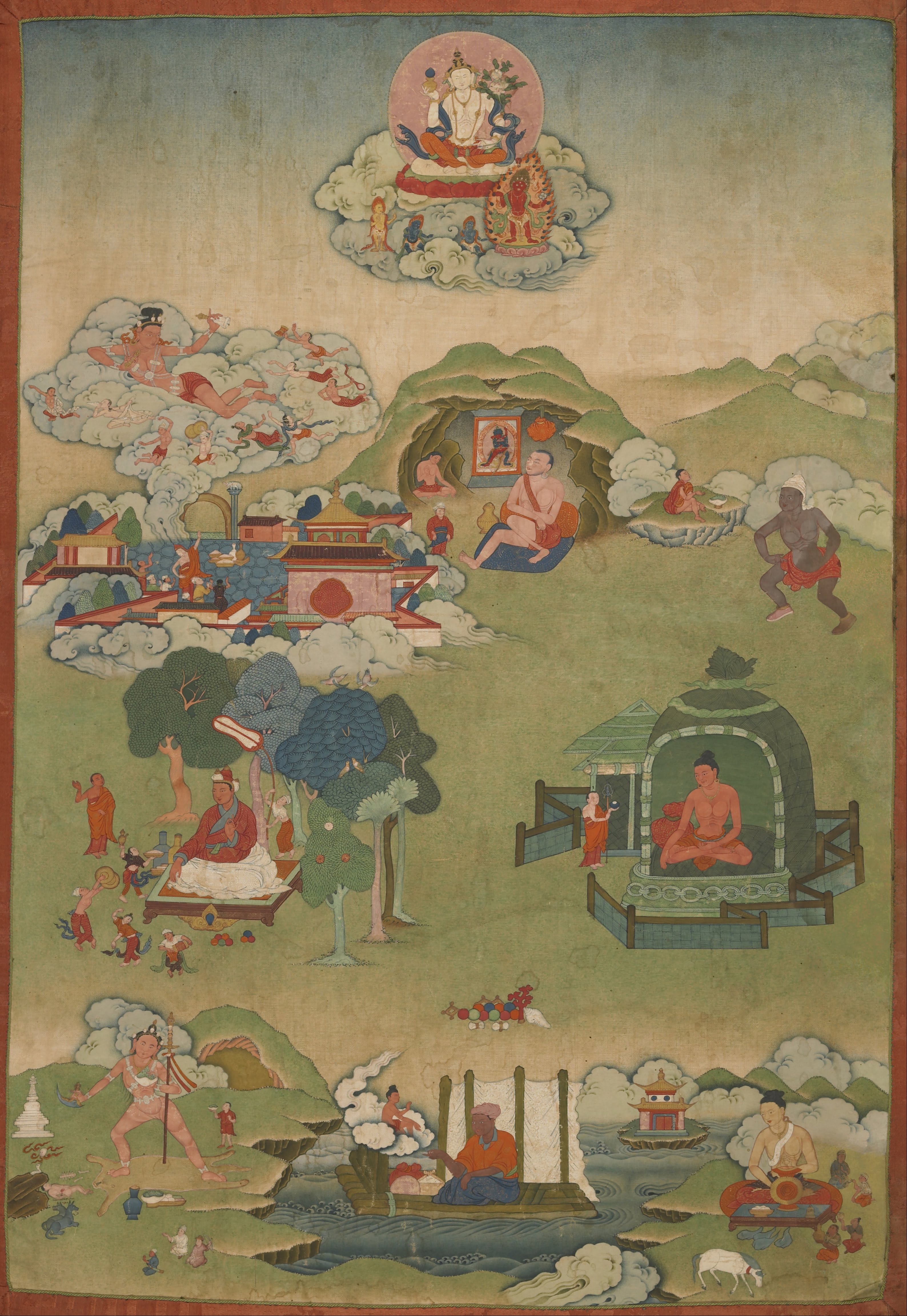
Mahasiddhas, monestir de Palpung. Es veu la figura del gran adepte Putalipa al centre, assegut en una cova i mirant una imatge de la deïtat meditativa Samvara i la figura de la part inferior esquerra que sosté un bastó de calavera (khaṭvāṅga) i un ganivet volador (kartika).

### Mahasiddhas i el moviment tàntric
El budisme tàntric s'associa amb grups de ioguis errants anomenats mahasiddhas a l'Índia medieval. Segons Robert Thurman, aquestes figures tàntriques van prosperar durant la segona meitat del primer mil·lenni d.C. Segons Reynolds (2007), els mahasiddhas daten del període medieval al nord de l'Índia i van utilitzar mètodes radicalment diferents dels que s'utilitzaven als monestirs budistes, inclosa la pràctica en els terrenys d'ossaris.
Atès que la pràctica del Tantra se centra en la transformació dels verins en saviesa, els cercles iogues es van reunir en festes tànriques, sovint en llocs sagrats, que incloïen balls, cant, sexe i la ingestió de substàncies tabú com ara alcohol, orina i carn. Almenys dos dels mahasiddhas citats en la literatura budista són comparables amb els sants Shaiva Nath (Gorakshanath i Matsyendranath) que practicaven Hatha Ioga.
Segons Schumann, un moviment anomenat Sahaja-siddhi es va desenvolupar al segle VIII a Bengala. Estava dominada per mahasiddhas errants i de cabell llarg que desafiaven i ridiculitzaven obertament l'establishment budista. Els mahasiddhas van perseguir els siddhis, poders màgics com el vol i la percepció extrasensorial, així com l'alliberament espiritual.
Ronald M. Davidson afirma que "els siddhas budistes van demostrar l’apropiació d’una forma sociològica més antiga: el savi/mag independent, que vivia en una zona límit de les fronteres entre camps i boscos. Els seus ritus van implicar la conjunció de pràctiques sexuals i la visualització de mandala budistes amb accessoris rituals elaborats a partir de parts del cos humà, de manera que es pot exercir el control sobre les forces que dificulten les habilitats naturals del Siddha per manipular el cosmos a voluntat. En els seus extrems, Siddhas també va representar una posició defensiva dins de la tradició budista, adoptada i sostinguda per a un compromís agressiu amb la cultura medieval de la violència pública. Van reforçar la seva reputació per la santedat personal amb rumors de la manipulació màgica de diversos sabors de les dones demoníacs (dakini, yaksi, iogini), fantasmes de cementiri (vetala), i altres elements associats la nit. Operant als marges tant dels monestirs com de la societat educada, alguns van adoptar els comportaments associats a fantasmes (preta, Pisaca), no només com a praxi religiosa, sinó també com a extensió de les seves amenaces".

### Tantres

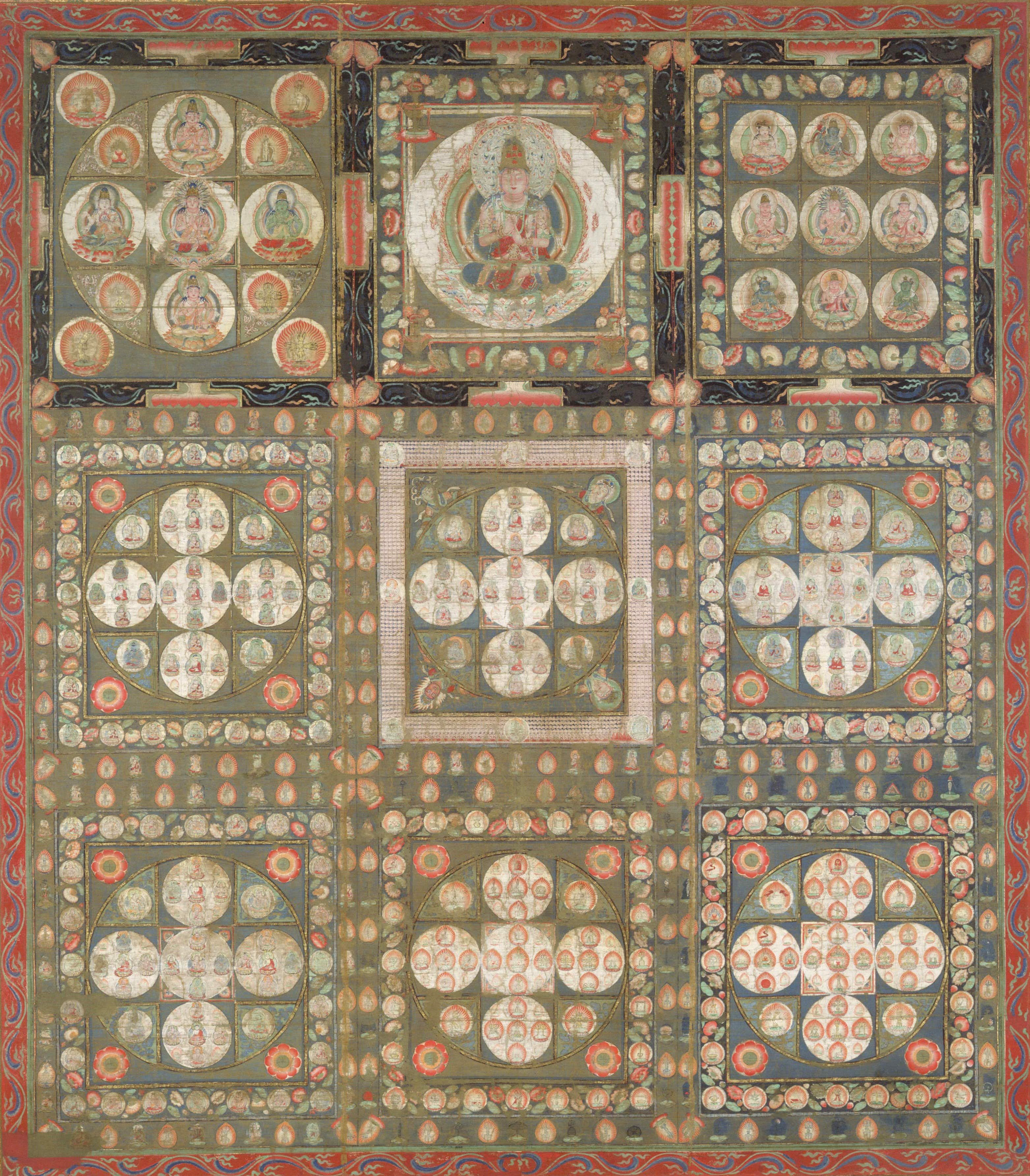
Mandala del Regne del Diamant, basat en el Sutra tàntric Vajrasekhara i que simbolitza la realització final del Buda Vairocana a Shingon

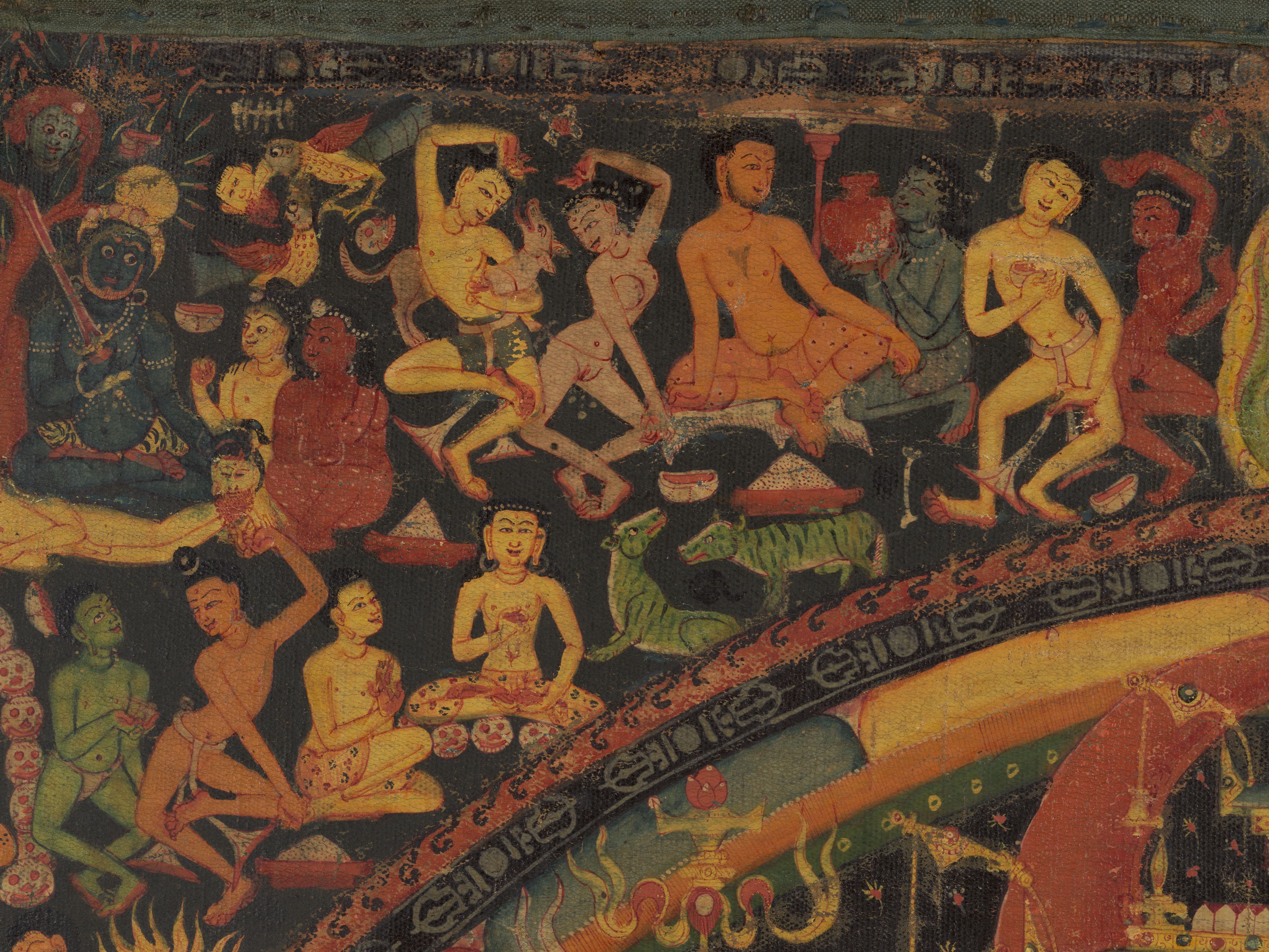
Tantrikes nus ballant i menjant (kapalas), amb el primer pla d'un mandala Chakrasamvara

Molts dels elements que es troben a la literatura tàntrica budista no són del tot nous. Els sutres Mahāyāna anteriors ja contenien alguns elements que es destaquen en els Tantres, com ara mantres i dharani. L'ús de versos o frases protectores es remunta en realitat al període vèdic i es pot veure en els primers textos budistes, on s'anomenen paritta. La pràctica de la visualització de Budes com Amitābha també es veu en textos pretàntrics com el Sukhāvatīvyūha Sūtra més llarg.
Hi ha altres sutres Mahāyāna que contenen material "prototàntric" com el Gandavyuha i el Dasabhumika que podria haver servit com a font central d'imatges visuals per als textos tàntrics. Textos posteriors de Mahāyāna com el Kāraṇḍavyūha Sūtra (c. segles IV-V dC) exposen l'ús de mantres com Om mani padme hum, associats amb éssers molt poderosos com Avalokiteshvara. El popular Sutra del cor també inclou un mantra.
Els budistes de Vajrayāna van desenvolupar un gran corpus de textos anomenats tantres budistes, alguns dels quals es poden remuntar almenys al segle VII d.C. però poden ser més antics. La datació dels tantres és "una tasca difícil, de fet impossible", segons David Snellgrove.
Alguns dels primers d'aquests textos, Kriya tantres com el Mañjuśrī-mūla-kalpa (c. segle VI), ensenya l'ús de mantres i dharanis per a finalitats majoritàriament mundanes, com ara curar malalties, controlar el clima i generar riquesa. El Tattvasaṃgraha Tantra (Compendi de principis), classificat com a "Ioga tantra", és un dels primers tantres budistes que se centra en l'alliberament en oposició als objectius mundans. En un altre tantra primerenc, el Vajrasekhara (pic Vajra), es desenvolupa l'esquema influent de les cinc famílies de Buda. Altres tantres primerencs inclouen el Mahāvairocana Abhisaṃbodhi i el Guhyasamāja (Recollida de secrets).
El Guhyasamāja és una classe mahayoga de tantra, que inclou formes de pràctica ritual considerades "de mà esquerra" (vamachara) que poden incorporar l'ús de substàncies tabú com l'alcohol, pràctiques sexuals i pràctiques carnals que evoquen deïtats irades. Ryujun Tajima divideix els tantres en els que van ser "un desenvolupament del pensament mahayanista" i els "formats en un motlle força popular cap a finals del segle VIII i declinant cap a l'esoterisme de l'esquerra", aquest "esoterisme d'esquerra" es refereix principalment als tantres Yogini i obres posteriors associades amb ioguis errants. Aquesta pràctica sobreviu al budisme tibetà, però és rar que es faci amb una persona real. És més comú que un iogui o un yogini utilitzin una consort imaginada (una deïtat tàntrica budista, és a dir, un yidam).
Aquests tantres posteriors, com el Tantra Hevajra i el Chakrasamvara, es classifiquen com a "tantres Yogini" i representen la forma final de desenvolupament dels tantres budistes indis als segles IX i X. El tantra Kalachakra es va desenvolupar al segle x. Està més allunyat de les tradicions budistes anteriors i incorpora conceptes de messianisme i astrologia no presents en cap altre lloc de la literatura budista.
Segons Ronald M. Davidson, l'auge del budisme tàntric va ser una resposta a l'estructura feudal de la societat índia a l'època medieval primerenca (ca. 500–1200 d.C.) que va veure divinitzar els reis com a manifestacions de déus. Així mateix, els ioguis tàntrics van reconfigurar la seva pràctica mitjançant la metàfora de ser consagrat (abhiśeka) com a senyor suprem (rājādhirāja) d'un palau mandala de vassalls divins, una metàfora imperial que simbolitza les fortaleses reials i el seu poder polític.

### Relació amb el xaivisme

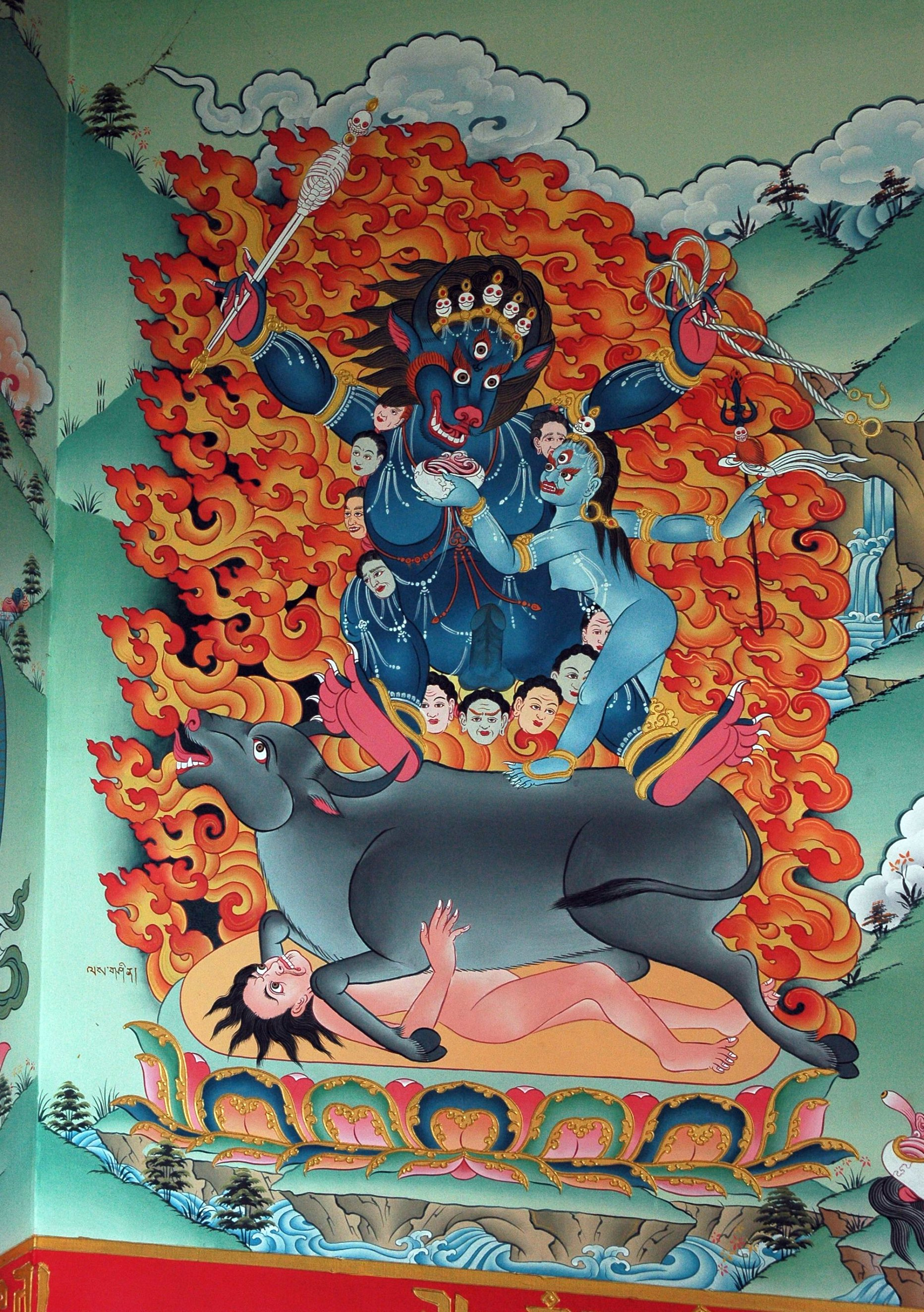
Vajrayana va adoptar divinitats com Bhairava, coneguda com Yamantaka en el budisme tibetà.

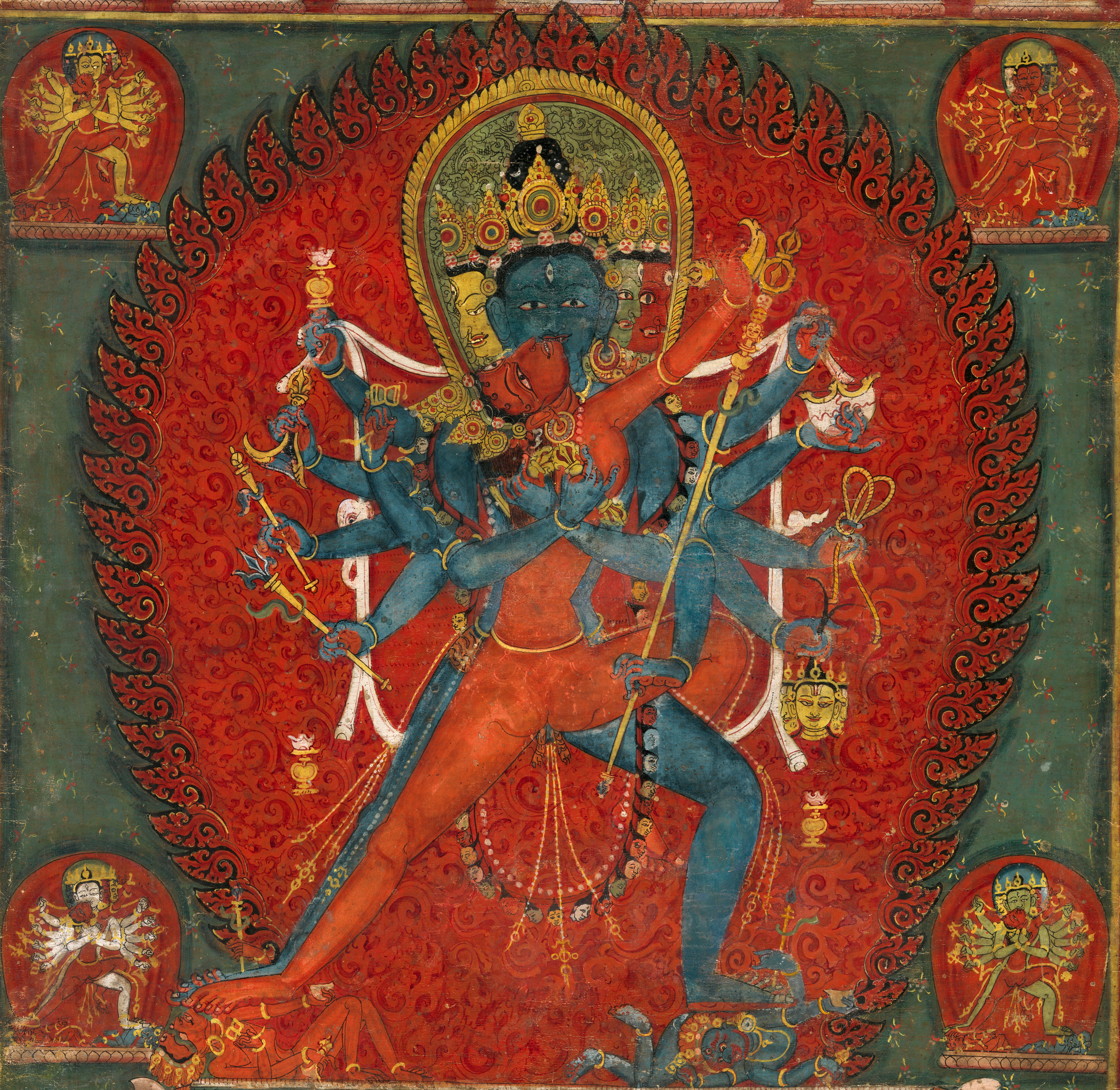
La deïtat central del Cakrasaṃvara Tantra, que, segons estudiosos com David B. Gray i Alexis Sanderson, es va apropiar de nombrosos elements del Shaiva Tantra no dual.

La qüestió dels orígens dels primers Vajrayāna ha estat abordada per diversos estudiosos. David Seyfort Ruegg ha suggerit que el tantra budista va utilitzar diversos elements d'un "substrat religiós panindi" que no és específicament budista, Shaiva o Vaishnava.
Segons Alexis Sanderson, diverses classes de literatura Vajrayāna es van desenvolupar com a resultat de les corts reials que patrocinaven tant el budisme com el xaivisme. La relació entre els dos sistemes es pot veure en textos com el Mañjusrimulakalpa, que més tard es va classificar com a Kriya tantra, i afirma que els mantres ensenyats als tantres Shaiva, Garuda i Vaishnava seran efectius si els apliquen els budistes, ja que tots van ser ensenyats. originalment per Manjushri.
Alexis Sanderson assenyala que els tantres de Vajrayāna Yogini es basen àmpliament en el material també present als tantres de Shaiva Bhairava classificats com a Vidyapitha. La comparació de Sanderson d'ells mostra similituds en "procediments rituals, estil d'observació, deïtats, mantres, mandales, vestit ritual, equipaments de Kapalika com bols de calaveres, terminologia especialitzada, gestos secrets i argots secrets. Fins i tot hi ha préstec directe de passatges dels textos de Shaiva." Sanderson dona nombrosos exemples com el Guhyasiddhi de Padmavajra, una obra associada a la tradició Guhyasamaja, que prescriu actuar com a guru Shaiva i iniciar els membres en les escriptures i mandales de Saiva Siddhanta. Sanderson diu que els textos del tantra de Samvara van adoptar la llista dels llocs de pelegrinatge hindú del text de Shaiva Tantrasadbhava, introduint un error de còpia on es va confondre una deïtat amb un lloc.
Mentrestant, Ronald M. Davidson argumenta que els arguments de Sanderson per a la influència directa dels textos de Shaiva Vidyapitha són problemàtics perquè "la cronologia dels tantres de Vidyapitha no està de cap manera tan ben establerta" i que "l'evidència disponible suggereix que els tantres Saiva rebuts provenen d'algun moment dels segles IX al X de textos d'erudits com Abhinavagupta (c. 1000 d.C.)" Davidson també assenyala que la llista de pithas o llocs sagrats "certament no són especialment budistes, ni són únics llocs de Kapalika", malgrat la seva presència a les llistes emprades per ambdues tradicions". Davidson afegeix a més que, com els budistes, la tradició Shaiva també va estar implicada en l'apropiació de deïtats, textos i tradicions hindús i no hindús, un exemple de les "divinitats de poble o tribals com Tumburu".
Davidson afegeix que budistes i kapalikas així com altres ascètes (possiblement pasupatas) es van barrejar i van discutir els seus camins en diversos llocs de pelegrinatge i que hi va haver conversions entre els diferents grups. Així conclou: "La connexió budista-Kapalika és més complexa que un simple procés d'imitació religiosa i d'apropiació textual. No hi ha dubte que els tantres budistes van estar molt influenciats per Kapalika i altres moviments Saiva, però la influència va ser aparentment mútua. Potser un model més matisat seria que les diverses línies de transmissió estaven florint localment i que en algunes zones interactuessin, mentre que en d'altres mantenien una hostilitat concertada. Així, la influència va ser alhora sostinguda i recíproca, fins i tot en aquells llocs on els siddhas budistes i Kapalika estaven en extrem antagonisme."
Davidson també defensa la influència de les religions tribals no brahmàniques i marginades i les seves deïtats femenines (com ara Parnasabari i Janguli).

### Llegendes tradicionals
Segons diversos tantres budistes, així com fonts budistes tibetanes tradicionals, els tantres i el Vajrayana els va ensenyar el Buda Shakyamuni, però només a alguns individus. Hi ha diverses històries i versions de com es van difondre els tantres. El Jñana Tilaka Tantra, per exemple, té l'estat de Buda que els tantres seran explicats pel bodhisattva Vajrapani. Una de les llegendes més famoses és la del rei Indrabhuti (també conegut com a rei Ja) d'Oddiyana (una figura relacionada amb Vajrapani, en alguns casos es diu que és una emanació d'ell).
Altres relats atribueixen la revelació dels tantres budistes a Padmasambhava, dient que era una emanació d'Amitabha i Avaloketishvara i que la seva arribada va ser predita pel Buda. Alguns comptes també sostenen que Padmasambhava és una reencarnació directa de Buda Shakyamuni.